# Francis McDonald
Pour les articles homonymes, voir McDonald.
Francis McDonald est un acteur américain né le 22 aout 1891 à Bowling Green (Kentucky) et mort le 18 septembre 1968 à Hollywood (Californie). Sa carrière s'étale sur plus de 50 ans de 1913 à 1965.

## Biographie
Né le 22 août 1891 à Bowling Green (Kentucky) , McDonald était le fils de John Francis McDonald et de Catherine Ashlue McDonald. Il a fait ses études au St. Xavier College de Cincinnati, Ohio,.
McDonald's a commencé à jouer avec la Forepaugh Stock Company à Cincinnati. Après huit mois, il a travaillé une saison  à Seattle, après quoi il a joué pendant trois saisons avec une troupe à San Diego et Honolulu. Il a terminé comme jeune premier rôle avec l'American Stock Company à Spokane, Washington.
En 1913, McDonald commença à jouer dans l'industrie cinématographique en pleine expansion, travaillant d'abord pour la Monopole Company de Marion Leonard à Hollywood.  Il joua dans plus de 280 films entre 1913 et 1965, dont The Temptress en 1926 avec Greta Garbo.  Après avoir été désigné « l'homme le plus joli d'Hollywood », McDonald chercha à se donner une image plus dure en se rasant la moustache et en recherchant des rôles de méchants.
McDonald était l'un des acteurs de caractère préférés de Cecil B. DeMille . DeMille lui a attribué des rôles secondaires crédités dans six de ses films : Une aventure de Buffalo Bill (The Plainsman) (1936), Les Flibustiers (The Buccaneer) (1938), Union Pacific (1939), North West Mounted Police (1940), Samson et Dalila (1949) et Les Dix Commandements (1956).
McDonald a joué dans plus de deux douzaines de séries télévisées au cours des années 1950 et au début des années 1960, dont six épisodes de The Roy Rogers Show (en) , cinq épisodes de Lone Ranger et quatre épisodes de Broken Arrow, Sugarfoot et Perry Mason . Parmi ses quatre rôles de Perry Mason, on trouve celui du capitaine Noble dans l'épisode « The Case of the Crooked Candle » (1957) et celui de Salty Sims dans « The Case of the Petulant Partner » (1959). Il a joué le savant Liveryman de la ville dans « Au nom de la loi (Wanted: Dead or Alive) » S2 E10 « Reckless » qui a été diffusé le 6 novembre 1959. Il a également interprété « Winkler » dans un épisode de Bat Masterson en 1960 .
McDonald a épousé l'actrice Mae Busch le 12 décembre 1915. Ils ont divorcé le 24 novembre 1923. Il est décédé le 18 septembre 1968 et a été enterré au cimetière Valhalla Memorial Park à North Hollywood, en Californie.

## Filmographie partielle
- 1916 : The Devil at His Elbow de Burton L. King
- 1918 : Passiflore (I Love You) de Walter Edwards : Jules Mardon
- 1918 : The Ghost Flower de Frank Borzage
- 1918 : The Answer de E. Mason Hopper
- 1919 : The Divorce Trap de Frank Beal
- 1920 : Nomads of the North de David Hartford et James Oliver Curwood
- 1922 : The Woman Conquers de Tom Forman
- 1923 : Mary of the Movies de John McDermott
- 1923 : Le Roi de l'air (Going Up) de Lloyd Ingraham
- 1923 : Rita, la petite danseuse (Look Your Best) de Rupert Hughes
- 1925 : Bobbed Hair de Alan Crosland
- 1925 : My Lady of Whims de Dallas M. Fitzgerald
- 1925 : L'Appât de l'or (The Hunted Woman) de Jack Conway
- 1926 : Le Dernier Round (Buttling Butler) de Buster Keaton
- 1926 : The Desert's Toll de Clifford Smith
- 1926 : La Tentatrice (The Temptress) de Fred Niblo
- 1927 : The Notorious Lady de King Baggot
- 1928 : Les Pilotes de la mort (Legion of the Condemned) de William A. Wellman
- 1930 : Adios (The Lash) de Frank Lloyd
- 1930 : Safety in Numbers de Victor Schertzinger
- 1930 : Dangerous Paradise de William A. Wellman
- 1931 : The Lawyer's Secret de Louis Gasnier de Louis Gasnier et Max Marcin
- 1933 : Mystérieux Week-end (Broadway Bad) de Sidney Lanfield
- 1936 : Une aventure de Buffalo Bill (The Plainsman) de Cecil B. DeMille
- 1936 : Je n'ai pas tué Lincoln (The Prisoner of Shark Island) de John Ford
- 1936 : Robin des Bois d'El Dorado (The Robin Hood of El Dorado) de William A. Wellman
- 1937 : Michel Strogoff (The Soldier and the Lady) de George Nichols Jr.
- 1937 : Fifi peau de pêche (Every Day's a Holiday ) d'A. Edward Sutherland
- 1938 : Le Roi des gueux (If I Were King) de Frank Lloyd
- 1939 : La Lumière qui s'éteint (The Light That Failed) de William A. Wellman
- 1940 : Les Tuniques écarlates (North West Mounted Police) de Cecil B. DeMille
- 1940 : The Carson City Kid de Joseph Kane
- 1941 : Le Vaisseau fantôme (The Sea Wolf) de Michael Curtiz
- 1943 : Le Cavalier du Kansas (The Kansan) de George Archainbaud
- 1946 : Tanger (Tangier) de George Waggner
- 1947 : Les Exploits de Pearl White (The Perils of Pauline) de George Marshall
- 1949 : Rim of the Canyon de John English
- 1950 : La Ruée vers la Californie (California Passage) de Joseph Kane : County Recorder Joe Kane
- 1950 : L'Homme du Nevada (The Nevadan) de Gordon Douglas
- 1954 : Trois Heures pour tuer (Three Hours to Kill) d'Alfred L. Werker
- 1955 : Rintintin épisode La Ville aux fantômes : Bisbee
- 1956 : Les Dix Commandements (The Ten Commandments) de Cecil B. DeMille
- 1957 : Joe Dakota de Richard Bartlett (en)
- 1958 : Fort Massacre (Fort Massacre) de Joseph M. Newman